# Marisa Merlini
Marisa Merlini  (Roma, 6 de agosto de 1923 - ibíd., 27 de julio de 2008) fue una actriz italiana de comedia.

## Filmografía
- (1942) Stasera niente di nuovo, dirección de Mario Mattoli.
- (1946) Roma città libera, dirección de Marcello Pagliero.
- (1949) L'Imperatore di Capri, dirección de Luigi Comencini.
- (1951) Signori in carrozza, dirección de Luigi Zampa.
- (1951) Il capitano Nero, dirección de Giorgio Ansoldi.
- (1950) Amori e veleni, dirección de Giorgio Simonelli.
- (1951) Stasera sciopero, dirección de Mario Bonnard.
- (1952) Ergastolo, dirección de Luigi Capuano.
- (1952) Il tallone d'Achille, dirección de Mario Amendola.
- (1952) Gli angeli del quartiere, dirección de Carlo Borghesio.
- (1952) Io, Amleto, dirección de Giorgio Simonelli.
- (1952) L'eroe sono io, dirección de Carlo Ludovico Bragaglia.
- (1953) Gli eroi della domenica, dirección de Mario Camerini.
- (1953) Pane, amore e fantasia, dirección de Luigi Comencini.
- (1953) Viva il cinema!, dirección de Enzo Trapani.
- (1953) Finalmente libero, dirección de Mario Amendola.
- (1954) Pane, amore e gelosia, dirección de Luigi Comencini.
- (1954) Sua Altezza ha detto : no!, dirección de Maria Basaglia.
- (1954) Le signorine dello 04, dirección de Gianni Franciolini.
- (1955) Porta un bacione a Firenze, dirección de Camillo Mastrocinque.
- (1955) La canzone del cuore, dirección de Carlo Campogalliani.
- (1955) Il bigamo, dirección de Luciano Emmer.
- (1956) Tempo di villeggiatura, dirección de Aldo Racioppi.
- (1957) Padri e figli, dirección de Mario Monicelli.
- (1958) Io mammeta e tu, dirección de Carlo Ludovico Bragaglia.
- (1959) Roulotte e roulotte, dirección de Turi Vasile.
- (1960) Il vigile, dirección de Luigi Zampa.
- (1960) Il carro armato dell'8 settembre, dirección de Gianni Puccini.
- (1960) I piaceri dello scapolo, dirección de Giulio Petroni.
- (1960) Ferragosto in bikini, dirección de Marino Girolami.
- (1961) Il giudizio universale, dirección de Vittorio De Sica.
- (1962) Nerone '71, regia Walter Filippi.
- (1962) Colpo gobbo all'italiana, dirección de Lucio Fulci.
- (1963 I mostri, dirección de Dino Risi.
- (1964) Ragazza in prestito, dirección de Alfredo Giannetti.
- (1965) La fabbrica dei soldi, dirección de Riccardo Pazzaglia.
- (1966) Io, io, io e gli altri, dirección de Alessandro Blasetti.
- (1968) Donne, botte e bersaglieri, dirección de Ruggero Deodato.
- (1969) Lisa dagli occhi blu, dirección de Bruno Corbucci.
- (1970) Dramma della gelosia – Tutti i particolari in cronaca, dirección de Ettore Scola.
- (1970) Ninì Tirabusciò la donna che inventò la mossa, dirección de Marcello Fondato.
- (1976) Oh, Serafina!, dirección de Alberto Lattuada.
- (1978) La mazzetta, dirección de Sergio Corbucci.
- (1981) L'onorevole con l'amante sotto il letto, dirección de Mariano Laurenti.
- (1981) Pierino contro tutti, dirección de Marino Girolami.
- (1981) Storia d'amore e d'amicizia, dirección de Franco Rossi.
- (1981) Cornetti alla crema, dirección de Sergio Martino.
- (1992) Mutande pazze, dirección de Roberto D'Agostino.
- (1997) Mi fai un favore, dirección de Giancarlo Sarchilli.
- (1999) Teste di cocco, dirección de Ugo Fabrizio Giordani.
- (2005) La seconda notte di nozze, dirección de Pupi Avati.

- Datos: Q459396
- Multimedia: Marisa Merlini / Q459396